# أوتو شميت (طيار بطل)
أوتو شميت (بالألمانية: Otto Schmidt)‏ هو طيار بطل ألماني، ولد في 23 مارس 1885 في نوينكيرشن في ألمانيا، وتوفي بنفس المكان في 24 يوليو 1944.